# Nuevo Partido Democrático (Corea del Sur)
El Nuevo Partido Democrático (en coreano hangul: 신민당, hanja: 新民黨); NDP) fue un partido político de oposición en Corea del Sur que existió de 1967 a 1980, cuando fue forzado a disolverse por la novena enmienda a la Constitución de Corea del Sur promulgada por Chun Doo-hwan ese mismo año. Fue el principal partido de oposición a la dictadura de Park Chung-hee, especialmente desde 1972, cuando él hizo la Constitución Yushin tuvo su efecto.

## Cronología
- 7 de febrero de 1967 – El partido es fundado como una coalición de los partidos opuestos a la dictadura de Park, el Partido de los Derechos Civiles y el Partido Democrático Popular.
- 21 de febrero de 1967 – El partido es oficialmente registrado.
- 8 de septiembre de 1969 – Crisis interna debido a que no hay consenso sobre la enmienda a la Constitución que permite la tercera reelección de Park Chung-hee.
- 21 de septiembre de 1969 – El partido es registrado nuevamente.
- 26 de enero de 1970 – Los representantes del Partido Liberal ingresan al NPD.
- 3 de febrero de 1970 – Los diputados independientes en la Asamblea Nacional de Corea del Sur ingresan al NPD para engrosar la oposición.
- Marzo de 1971 – El partido elige unánimemente a Kim Dae-jung como candidato a las elecciones presidenciales de ese mismo año.
- 27 de octubre de 1980 – El partido es disuelto por las disposiciones de la Constitución de la Quinta República de Corea del Sur.

## Samseon Gaejeon
En septiembre de 1969 el régimen enmendó la Constitución para que el presidente Park Chung-hee para ser reelegido en un tercer periodo. La oposición no tuvo consenso sobre aunque algunos diputados votaron a favor y otros en contra; esto causó una crisis interna del partido y la emisión de un comunicado sobre la enmienda a la Constitución.

## Resultados electorales

### Elecciones presidenciales
| Elecciones | Candidato    | Total de votos | Número de votos | Resultados | Nombre del partido        |
| ---------- | ------------ | -------------- | --------------- | ---------- | ------------------------- |
| 1967       | Yun Bo-seon  | 4,526,541      | 40.9%           | Lost No    | Nuevo Partido Democrático |
| 1971       | Kim Dae-jung | 5,395,900      | 45.3%           | Lost No    | Nuevo Partido Democrático |

### Elecciones legislativas
| Elecciones | Total de escaños ganados | Total de votos | Número de votos | Resultado          | Líder electoral | Nombre del partido        |
| ---------- | ------------------------ | -------------- | --------------- | ------------------ | --------------- | ------------------------- |
| 1967       | 45/175                   | 3,554,224      | 32.7%           | 45 seats; Minority | Yu Jin-o        | Nuevo Partido Democrático |
| 1971       | 89/204                   | 4,969,050      | 44.4%           | 44 seats; Minority | Kim Hong-il     | Nuevo Partido Democrático |
| 1973       | 52/219                   | 3,577,300      | 32.5%           | 37 seats; Minority | Yu Chin-san     | Nuevo Partido Democrático |
| 1978       | 61/231                   | 4,861,204      | 32.8%           | 9 seats; Minority  | Yi Cheol-seung  | Nuevo Partido Democrático |